# Quan hệ Canada – Trung Quốc
Quan hệ Canada–Trung Quốc, hay quan hệ Trung-Canada chính thức bắt đầu từ năm 1942, khi Canada cử một đại sứ đến Trung Quốc. Trước đó, Canada đã được đại diện của Anh đại diện. Chiến thắng của Cộng sản (1949) trong Nội chiến Trung Quốc đã gây ra sự rạn nứt trong các mối quan hệ kéo dài đến năm 1970, khi Thủ tướng Canada Pierre Trudeau trở thành một trong những nhà lãnh đạo phương Tây đầu tiên công nhận Cộng hòa Nhân dân Trung Hoa. Canada là quê hương của một cộng đồng người Hoa lớn, ảnh hưởng đến ngoại giao và các khía cạnh khác.
Trung Quốc là đối tác thương mại lớn nhất của Canada ở châu Á trong một số năm, bao gồm cả năm 2017; đó là thị trường xuất khẩu hàng đầu của Canada và là nhà cung cấp nhập khẩu hàng đầu của Canada ở châu Á. Mặt khác, Canada đã mất cân bằng thương mại đáng kể, nhập khẩu 44,235 tỷ đô la CAD từ Trung Quốc so với giá trị xuất khẩu của nước này sang nước đó vào năm 2016, chẳng hạn.
Theo khảo sát thái độ toàn cầu mùa xuân 2017 của trung tâm nghiên cứu Pew, 48% người Canada có quan điểm thuận lợi về Trung Quốc, trong khi 40% có quan điểm tiêu cực. Tuy nhiên, một cuộc thăm dò lớn của BBC World Service (được tiến hành không sớm hơn, từ tháng 10 năm 2005 đến tháng 1 năm 2006), cho thấy chỉ có 36% người Canada xem ảnh hưởng thế giới của Trung Quốc một cách tích cực, giảm từ 49% vào năm 2004. Một cuộc khảo sát vào tháng 10 năm 2017 chỉ ra rằng gần 70% người Canada ủng hộ hiệp định thương mại tự do với Trung Quốc, bất chấp những lo ngại về sức mạnh thế giới đang phát triển sau này và hồ sơ của Trung Quốc về nhân quyền. Tuy nhiên, một số tác động tiêu cực đến thương mại giữa hai bên có thể xảy ra, sau đó là căng thẳng gia tăng giữa hai nước vào tháng 12 năm 2018 sau khi bị bắt người ở cả Canada và Trung Quốc.